# Épinois
Épinois is een dorp in de Belgische provincie Henegouwen, en een deelgemeente van de Waalse stad Binche.
Épinois was een zelfstandige gemeente, tot die bij de gemeentelijke herindeling van 1977 toegevoegd werd aan de gemeente Binche.

## Bezienswaardigheden
- De Sint-Maria-Magdalenakerk (Église Sainte-Marie Madeleine) is een 15e-eeuws gotisch kerkgebouw. Het bezit belangrijke grafmonumenten voor enkele plaatselijke heren.
- Het Kasteel van de graven van Épinois (Château du comte d'Espinoy) was een versterkte burcht die in 1708 grotendeels werd verbouwd tot een lustslot. Een deel, waaronder het imposante versterkte poortgebouw, werd later gesloopt.

## Natuur en landschap
De hoogte aan de kerk bedraagt 137 meter.

## Demografische ontwikkeling
- Bronnen:NIS, Opm:1831 tot en met 1970=volkstellingen, 1976= inwoneraantal op 31 december

## Nabijgelegen kernen
Leval-Trahegnies, Binche, Buvrinnes